# تيد كوبلاند
تيد كوبلاند (بالإنجليزية: Ted Copeland)‏ هو لاعب كرة قدم ومدرب كرة قدم بريطاني، ولد في 22 فبراير 1940.

## وصلات خارجية
- تيد كوبلاند على موقع الاتحاد الدولي (مؤرشف)  (الإنجليزية)
- تيد كوبلاند على موقع عالم كرة القدم.نت (الإنجليزية)